# Канатная дорога Руставели — Мтацминда
Канатная дорога Руставели — Мтацминда — одна из пяти канатных дорог в Тбилиси. Является городской достопримечательностью.
Нижняя площадка канатной дороги располагается на центральном проспекте Тбилиси Руставели. Верхняя площадка на горе Мтацминда. Канатная дорога находится под управлением администрации парка Мтацминда. Она оснащена 21 гондолой, вмещающей по восемь человек. Длина маршрута составляет 845,55 м. Время в пути – около 4 минут. Канатная дорога сможет перевезти около 1,2 тысячи пассажиров в час.

## История
Канатная дорога от проспекта Руставели на гору Мтацминда появилась в 1958 году. Она была реверсивной — на маршруте ходили 2 кабинки в противофазном движении, которые вмещали 25 пассажиров. Длина маршрута составляла 980 метров. Нижняя станция канатной дороги представляла из себя архитектурный памятник советского классицизма.

### Катастрофа на канатной дороге
1 июня 1990 года произошло крушение двух кабин канатной дороги. Погибло 20 пассажиров и по меньшей мере 15 человек получили тяжёлые ранения. Канатная дорога была закрыта на долгие годы. После катастрофы трек и тяговые канаты были демонтированы, а повреждённые кабины были демонтированы через 3 года. Мачты и станции оставались нетронутыми. Проекты по восстановлению канатной дороги продолжали создаваться, но не получали одобрения властей. В 2014 году верхняя станция и обе опорные мачты были демонтированы из-за запланированного восстановления линии в качестве реверсивной канатной дороги, идущей от реконструированной нижней станции. Расположение станций осталось прежним.

### Восстановление
По состоянию на январь 2017 года планировалось вернуться к первоначальной линии канатной дороги со старой нижней станцией, расположение верхней станции оставалось неизменным. К выполнению работ была привлечена австрийско-швейцарская группа Doppelmayr Garaventa. Основная трудность состояла в том, чтобы адаптировать заднюю часть нижней станции для одноразовой съёмной инфраструктуры кабины, поскольку нижняя станция была построена исходя из требований 1958 года. Строительство столкнулось с проблемами из-за высокой плотности жилой застройки на заднем дворе нижней станции, складывавшейся на протяжении многих лет, а площадь рядом с будущей нижней мачтой была сложнопроходимой для больших грузовиков с необходимыми строительными материалами. Осенью 2021 года восстановление канатной дороги возобновилось.18 октября 2024 года канатная дорога открылась для пассажиров.
Городская служба охраны окружающей среды мэрии Тбилиси организовала парк возле нижней станции канатной дороги. В парке, площадь которого составляет 1,3 тысячи квадратных метров, в аутентичном стиле расставлены столбы освещения, облицевали пешеходные дорожки, восстановлены два фонтана и установлены скамейки.